# Cronologia de Franz Anton Mesmer
Este verbete é um índice cronológico de alguns dos principais fatos da vida de Franz Anton Mesmer abrangendo acontecimentos desdê o seu nascimento em 23 de maio de 1734 passando pela fundamentação do Mesmerismo (doutrina que leva seu nome associado) em 1773 e indo até o desencadear de seu falecimento em 1815.

## Evento Cronológico

### Século XVIII

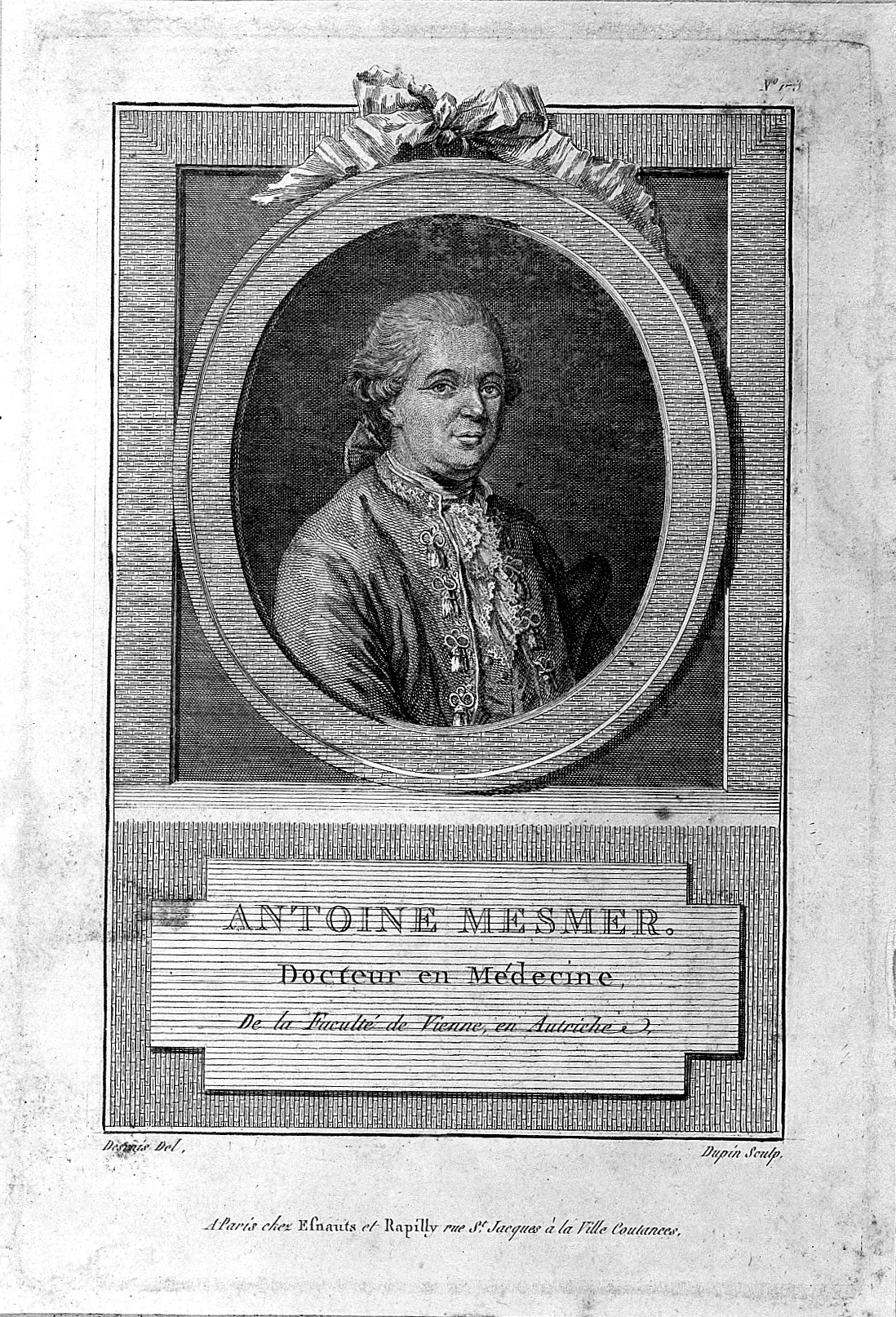
portátil de Mesmer

1734 - Nasce no dia 23 de maio de 1734 em Iznang, aldeia próxima ao lago de Constança, na Suábia, atualmente pertencente à Alemanha; filho de Franciscus Antonius Mesmer e Maria Ursula Michel, pertencente a uma tradicional família católica - Franz Anton Mesmer.
1743 - Foi encaminhado por seus pais ao monastério de Reichenau, em Constança,  e foi lá que desenvolveu com os monges seu conhecimento de: línguas, literatura clássica e música num período de seis anos.
1750 - É admitido na Universidade de Dillingen, na Baviera, pertencente a Companhia de Jesus, onde estuda Filosofia por quatro anos, tendo acesso as obras de Galileu, Descartes, Leibniz, Kepler, Newton e outros, chegando ao Doutorado.
1754 - Dá início ao curso de Teologia na Universidade de Ingolstadt, situada também no estado de Baviera, Alemanha.
1759 - Na Universidade de Viena, na Áustria, dedica-se ao seu primeiro ano ao estudo de Direito e ao sistema de normas de conduta.
1760 - No ano de 1760 Mesmer migra para o curso de medicina, na Universidade de Viena, Áustria, curso que era considerado o melhor de seu gênero na Europa, então totalmente reformulado por Gerhard van Swieten, discípulo de Boerhaave (o mais respeitado professor da época) conhecido como o "Hipócrates holandês".
1766 - Em 27 de maio de 1766 o doutorou-se defendendo sua tese em latim; Dissertatio physico-medica de planetarum influxu, abordando a influência dos planetas sobre o corpo humano, conhecimento bebido das obras de Newton e provavelmente dos conceitos de Paracelso, usando pela primeira vez o conceito de fluido universal.
1768 - Em 10 de janeiro de 1768 o arcebispo de Viena cerimonializou o casamento de Mesmer com Maria Anna von Bosch, na Catedral de Santo Estêvão, onde toda alta sociedade queria comparecer. O casal passa a residir numa mansão em Landstrasse, onde promove saraus musicais dos quais participam personalidades como Mozart, Haydn, Gluck e outros. Naquele mesmo ano em 7 de dezembro, estreava no teatro pessoal da família localizado no jardim de sua residência, a primeira apresentação em Viena de uma ópera de Mozart. Com apenas doze anos, Mozart apresenta seu primeiro singspiel em alemão: Bastien und Bastienne no gênero de comédia popular.
1773 - Neste ano ocorre o primeiro tratamento por meio de magnetismo animal, tendo por paciente a senhorita Franziska Esterlina com vinte e nove anos de idade com a saúde frágil. Franziska era amiga da família Mozart e uma parenta de Maria Anna von Bosch (consorte de Mesmer).
1775 - Com relativa rejeição pela comunidade científica, à sua descoberta, Mesmer evita realizar tratamentos públicos em Viena. Anuncia a sua descoberta, em outros países da Europa, visitando a Suábia, a Baviera, a Suíça e a Hungria, entre outros países. Naquele mesmo ano publica uma Carta ao povo de Frankfurt, que representa a projeção dos conceitos de sua teoria. Define pela primeira vez que o magnetismo animal como sendo "a capacidade de um indivíduo em causar efeitos similares ao magnetismo mineral em outra pessoa". Admitia Mesmer que, assim como o ímã, as mãos e os olhos de alguns indivíduos podiam irradiar um fluido especial proveniente do próprio organismo com influência nos indivíduos e nos próprios animais.
No dia 5 de janeiro, publica nos jornais e em panfletos fac-símiles da Carta a um médico estrangeiro, explicando o magnetismo animal. A qual havia sido primeiramente endereçada ao médico de Altona Johann Christoph Unzer. Naquele mesmo ano em Munique, foi admitido como sócio na Academia do Eleitorado da Baviera à 28 de novembro.
1776 - Para evitar mal-entendidos, por parte da comunidade científica, evita fazer uso do ímã o qual servia unicamente como simples condutor do magnetismo animal, porém dá continuidade aos tratamentos e fazendo uso da água, garrafas e barras de ferro e sua tina. Esclarece a sua tese de doutorado, através da publicação das Cartas sobre a cura magnética as quais foram enviadas a alguns médicos.
1777 - A famosa pianista Maria Theresa Paradis é aceita como paciente, Mesmer realiza a cura de sua cegueira, mas por motivos obtusos são geradas controvérsias.
1778 - Naquele fevereiro realizou a divulgação de sua teoria sobre magnetismo animal em Paris, apresentando as suas descobertas para os sábios e médicos e em maio desloca-se para a cidade de Créteil, juntamente com alguns pacientes. Neste mesmo período requisita comissários da Sociedade Real de Medicina de Paris para  fiscalizarem as curas o que foi prontamente recusado.
1779 - Mesmer publica, em Paris um relato analítico-histórico sobre sua ciência; Memória sobre a descoberta do magnetismo animal, após tentar, sem sucesso, em todas as Universidades, um exame de seu sistema. Expõe a tese defendida até então, ou seja, a existência de um fluido que interpenetrava tudo o qual poderia ser utilizado na cura de doenças. Experimentou tratamentos com imãs (magnetos), mas concluiu que o próprio corpo humano emanava forças mais poderosas que as do imã, as quais denominou então de " magnetismo animal", o qual poderia ser utilizado na cura de doenças. Teve boa aceitação, mas depois caiu em descrédito.
1780 - Em busca de reconhecimento científico para a sua descoberta, propõe à Faculdade de Medicina de Paris, um teste de eficácia em modo comparativo entre seu método e a medicina tradicional. Numa Assembleia Geral, realizada em 18 de setembro e, após uma leitura do discurso de Charles d'Eslon, o mesmo foi excluído do quadro de médicos membros, e as proposições de Mesmer foram declinados com altivez, e malquerença.
1786 Mesmer se torna "Imperador" na Gold-und Rosenkreuzer de Viena.

### Séculos XVIII-XIX

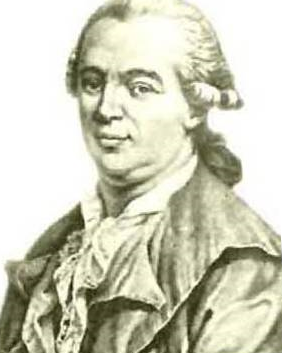
Franz Anton Mesmer

1781 - Publica o que viria a ser a mais importante descrição histórica da ciência do magnetismo animal, intitulada Resumo histórico dos fatos relativos ao magnetismo animal.
1784 - No dia 20 de agosto, Mesmer envia uma carta a Benjamin Franklin, relatando os equívocos da comissão examinadora que desautorizou d'Eslon como médico, por agir em seu nome, e a precariedade e o desconhecimento do método utilizado para tal julgamento.
O rei da França nomeou: Jean-Sylvain Bailly (1736-1793), Joseph-Ignace Guillotin (1738-1814), Benjamin Franklin (1706-1790) e Antoine-Laurent Lavoisier (1743-1794) os comissionários contra o mesmerismo, que em quatro meses creditou que "as proposições de Mesmer não passavam de imaginação e auto-sugestão dos pacientes", redigindo também um relatório secreto enviado à polícia que alertava para o ambiente potencialmente licencioso das clínicas mesmeristas.
Outra comissão formada por médicos da Sociedade Real de Medicina também refutou a existência do mesmerismo. No entanto, Jussieu (um dos membros escolhidos) divergentemente admitiu os resultados à favor do magnetismo animal.
Também em 1784, mantêm correspondência com George Washington, o então presidente dos Estados Unidos da América.
1785 - Alguns de seus discípulos publicam as anotações de suas aulas na forma de um livro intitulado Aforismos de Mesmer, apesar da desautorização do próprio Mesmer.
Nesse ano, Mesmer deixa Paris. Em viagem a Zurique, encontra-se com o pastor Johann Kaspar Lavater, um entusiasta do magnetismo animal na Suíça.
1787 - Jacques Henri Désiré Petétin descobriria a Catalepsia Artificial reafirmando as teorias mesméricas.
1790 -  Mozart, em sua ópera Così fan tutte homenageia Mesmer. Ao fim do ato primeiro, a personagem Despina, Vestida de médico representa Mesmer ao desenvolver seu tratamento. Naquele mesmo ano, Maria Anna von Bosch, a esposa  de Mesmer, falece de câncer no seio.
1793 - Preso pela polícia, ao retornar a Viena, onde estava sendo investigado por questões políticas, suspeito de ser partidário dos jacobinos. Liberto, fica sob custódia até 5 de dezembro. Continuaria, porém, as autoridades continua a observá-lo.
1796 - Retornando a Paris, reside na rua Vendôme, número 206 até o ano de 1801, quando migra para Versalhes.
1799 - Publica, em Paris, Memória de F. A. Mesmer, doutor em medicina, sobre suas descobertas, sendo considerada por muitos a Magnum opus, contendo em si o modelo teórico do "Mesmerismo, a lucidez sonambúlica e o sonambulismo provocado sendo em dezoito anos o seu primeiro trabalho publicado.
1802 - Muda-se para Meersburg, no Sul da Alemanha.
1809 - Muda-se para a Suíça mais precisamente para a cidade de Frauenfeld. Nesta época, muitos achavam que ele já havia morrido. Porém um grupo de médicos da Academia de Berlim redescobriu o seu paradeiro, Mesmer com setenta e cinco anos recusa colocar novamente suas teorias a prova.
| “ | Não teria nada a dizer àqueles que se comprazem em me combater com disposições puramente hostis ou sem nada melhor para substituir aquilo que pretendem destruir, e eu verei com prazer melhores gênios remontar a princípios mais sólidos, mais luminosos; talentos mais amplos que os meus descobrir novos fatos e tomar, por suas concepções, e seus trabalhos, minhas descobertas ainda mais interessantes: em uma palavra, eu devo desejar que se faça melhor do que eu. | ” |

1812 - Recebe o doutor Karl Christian Wolfart, um emissário de Berlim,  encarregado de trascrever "a comunicação de todos os fatos, retificações e esclarecimentos desse importante tema".
1814 - Publica-se, em Berlim, Mesmerismo ou sistema das interações, teoria e aplicação do magnetismo animal como a medicina geral para a preservação da saúde do homem, material colhido com mesmer por seu editor, o doutor Wolfart, onde tratava-se de uma compilação dos artigos, anotações e pensamentos de Mesmer sobre Ciência, Filosofia, Educação e outros temas que constituem sua doutrina.
1815 - Morre aos seus oitenta e um anos, Franz Anton Mesmer, em 5 de março, na cidade de Meersburg, Suábia, nas proximidades do lago de Constança, atual Alemanha. Manteve-se lúcido até aos últimos dias.

### Imagens do túmulo

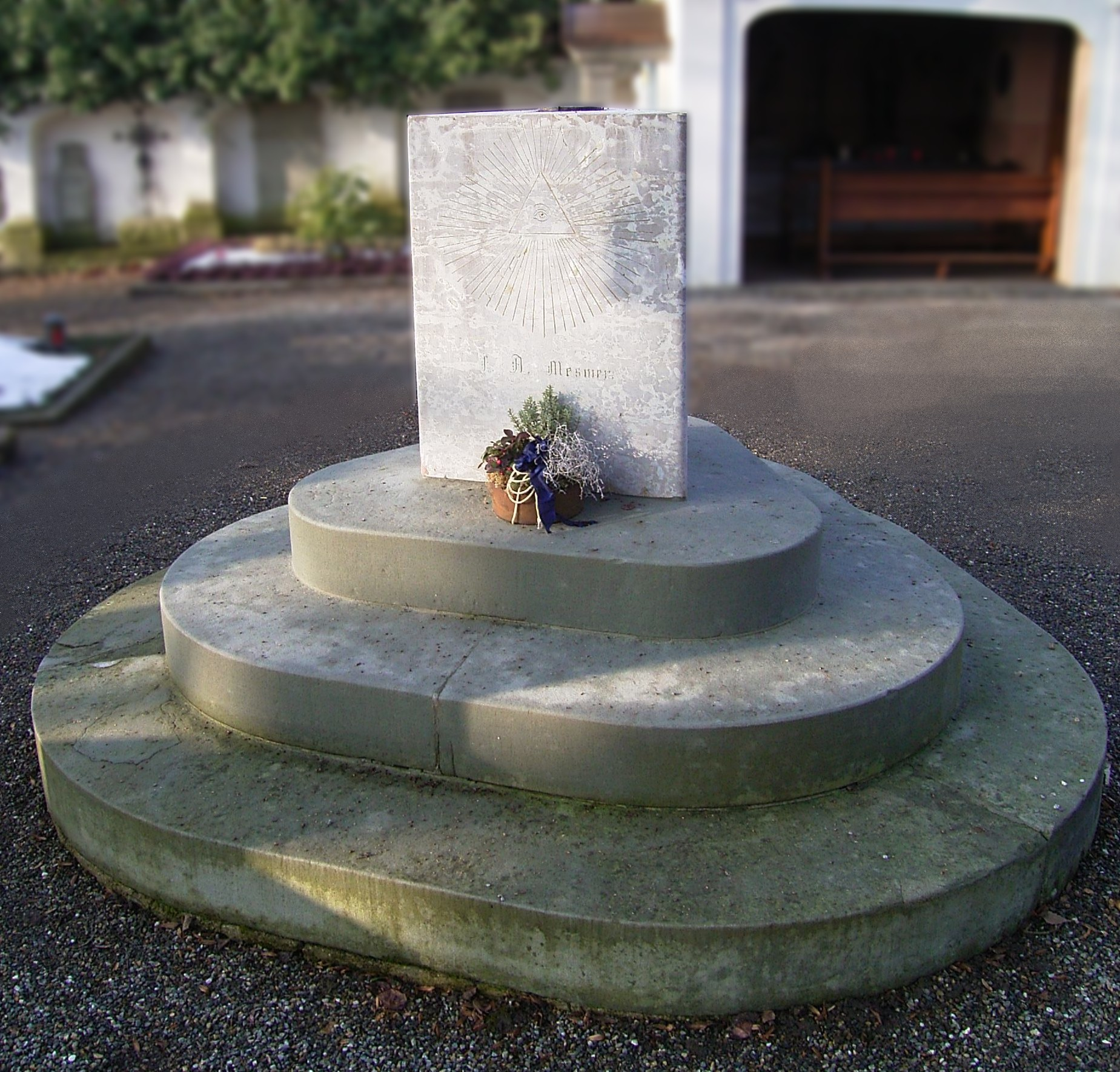
Visão total
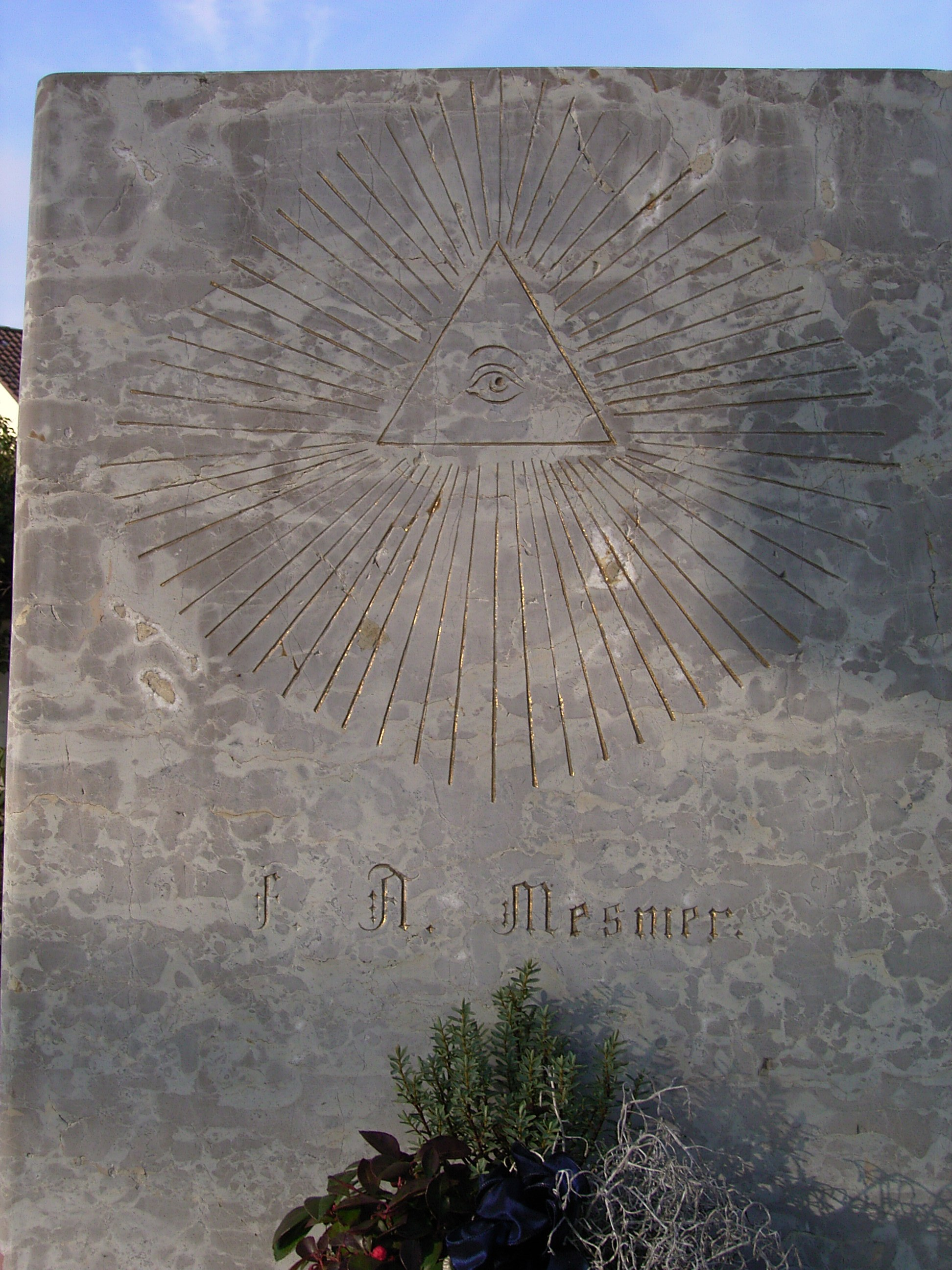
Frente
Olho da Providência Imagem frontal do túmulo, muito utilizado por Mesmer.
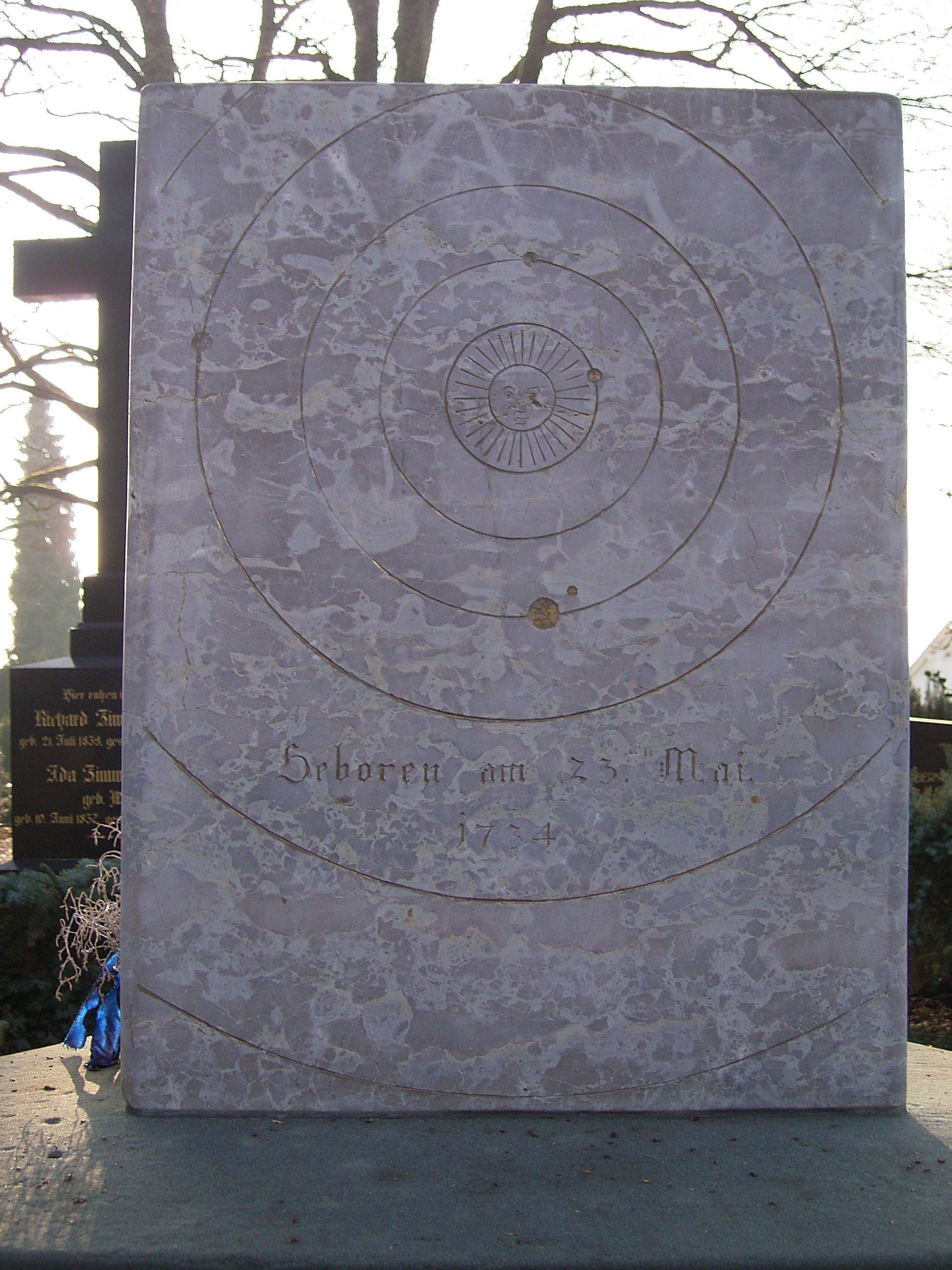
Segundo lado
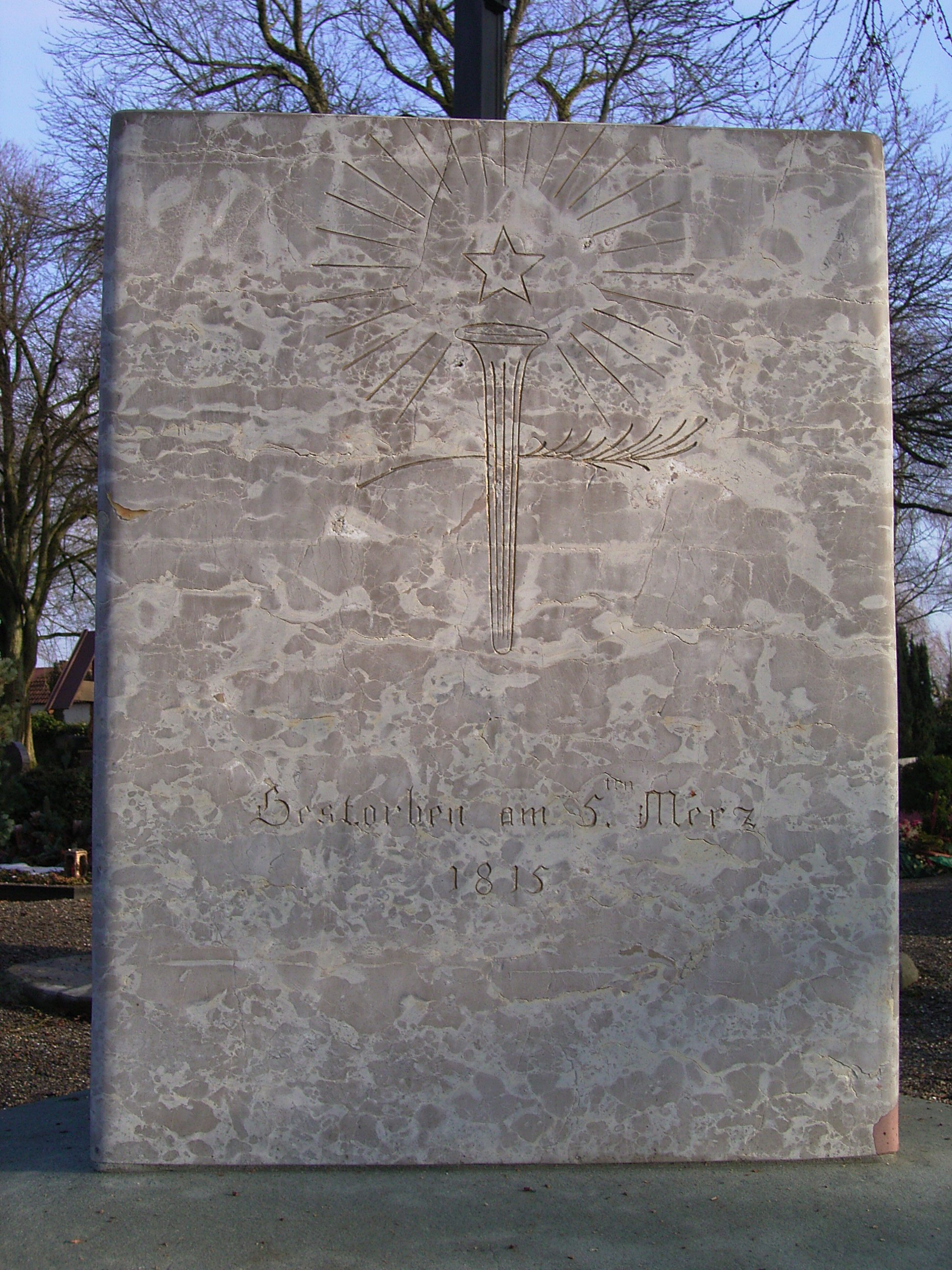
Terceiro lado
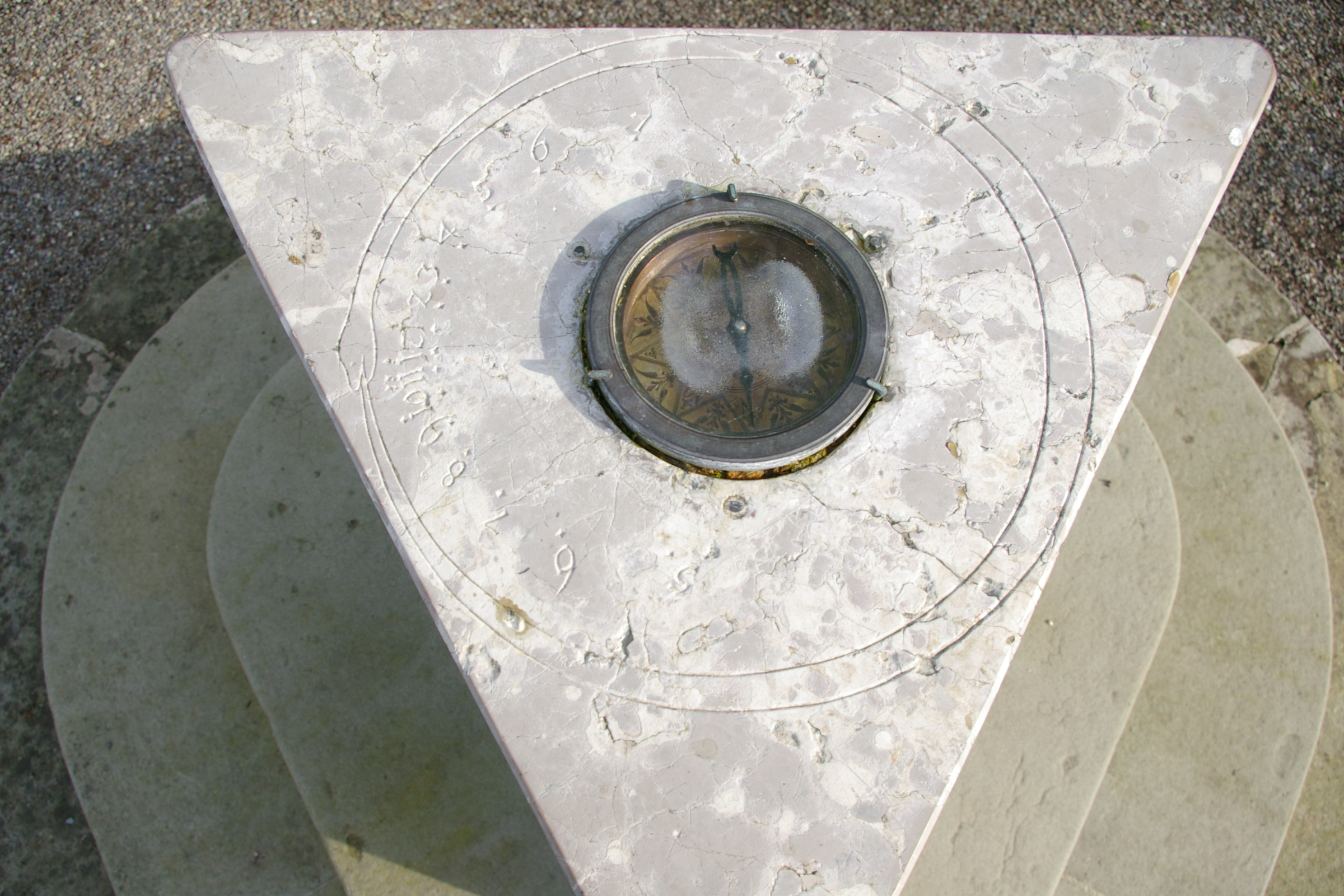
Parte superior (Bússola)